# 遗传学

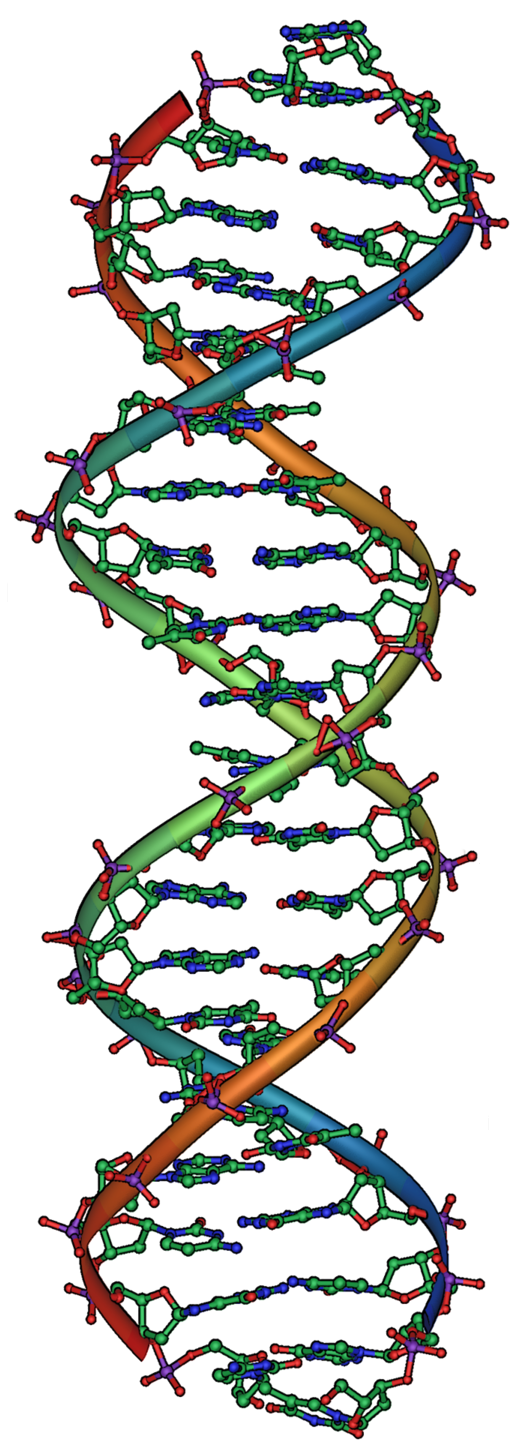
DNA，遗传的分子基础。每一条DNA链都是由核苷酸连接而形成，两条DNA链上的核苷酸碱基互相配对形成螺旋梯结构，即DNA双螺旋。

遗传学是研究生物体的遗传和变异的科学，是生物学的一个重要分支。史前时期，人们就已经利用生物体的遗传特性通过选择育种来提高谷物和牲畜的产量。而现代遗传学，其目的是寻求了解遗传的整个过程的机制，则是开始于19世纪中期孟德尔的研究工作。虽然孟德尔并不知道遗传的物理基础，但他观察到了生物体的遗传特性，某些遗传单位遵守简单的统计学规律，这些遗传单位现在被称为基因。
基因位于DNA上，而DNA是由四类不同的核苷酸组成的链状分子，DNA上的核苷酸序列就是生物体的遗传信息。天然DNA以双链形式存在，两条链上的核苷酸互补，而每一条链都能够作为模板来合成新的互补链。这就是生成可以被遗传的基因的复制方式。
基因上的核苷酸序列可以被细胞翻译以合成蛋白质，蛋白质上的氨基酸序列就对应着基因上的核苷酸序列。这种对应性被称为遗传密码。蛋白质的氨基酸序列决定了它如何折叠成为一个三维结构，而蛋白质结构则与它所发挥的功能密不可分。蛋白质执行细胞中几乎所有的生物学进程来维持细胞的生存。DNA上的一个基因的改变可以改变其编码的蛋白质的氨基酸，并可能改变此蛋白质的结构和功能，进而对细胞甚至整个生物体造成巨大的影响。
虽然遗传学在决定生物体外形和行为的过程中扮演着重要的角色，但此过程是遗传学和生物体所经历的环境共同作用的结果。 例如，虽然基因能够在一定程度上决定一个人的体重，人在孩童时期的所经历的营养和健康状况也对他的体重有重大影响。

## 历史

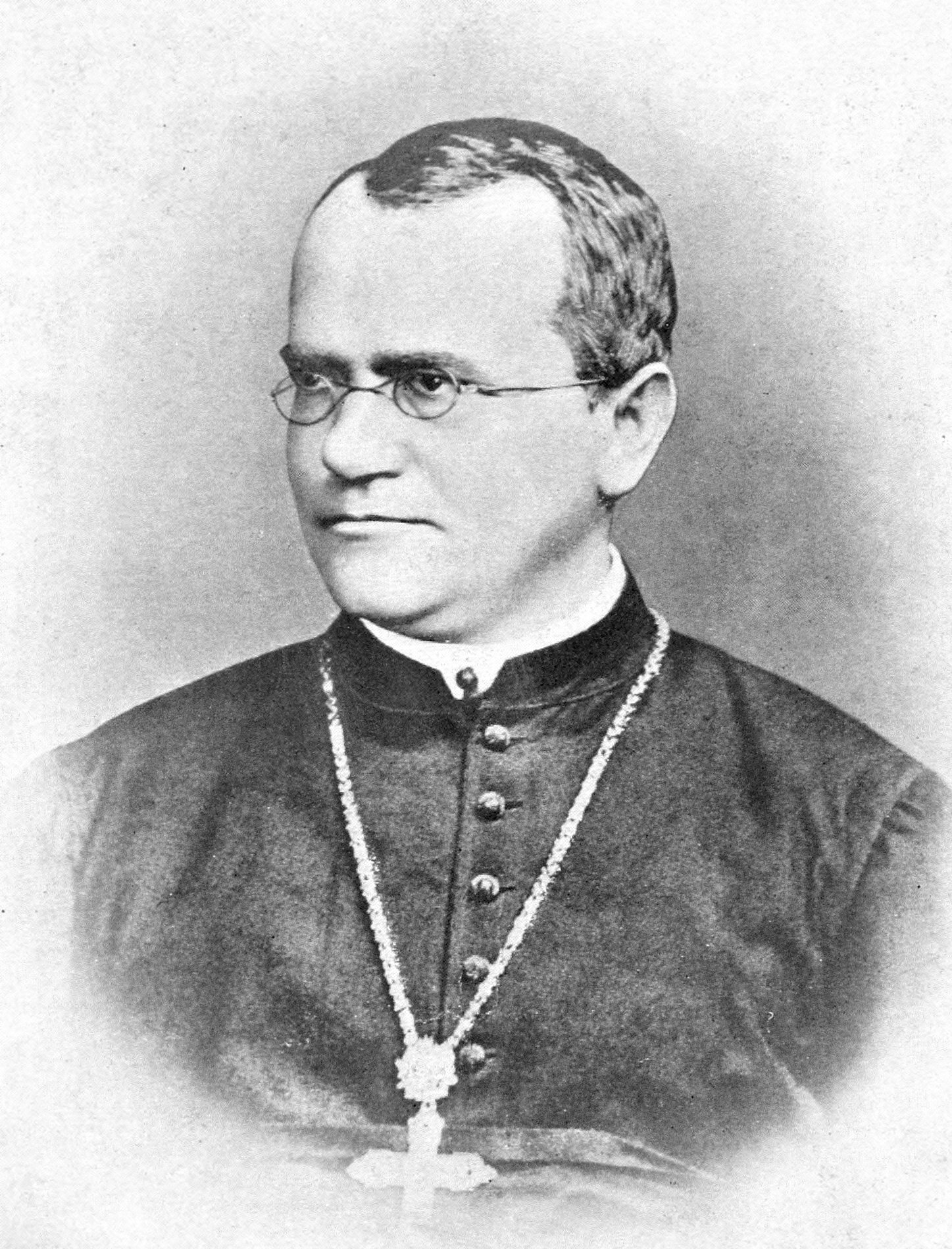
遗传学的奠基者格里哥·孟德尔

虽然遗传科学开始于格里哥·孟德尔在19世纪中期的工作（包括实验和理论），但其他一些关于遗传的理论研究则早于孟德尔。在孟德尔时期，一种比较流行的理论——“混合遗传”（blending inheritance）提出：个体的遗传特征是来自于其父母的特征的混合平均值。孟德尔的工作则否定了这一理论，他的结果显示遗传特征是由不同基因综合表现的结果而不是连续的混合。当时的另一种得到人们支持的理论——“用进废退说”（又称为“获得性遗传”）提出生物经常使用的器官逐渐发达，不使用的器官逐渐退化，并且这种后天获得的性状是可以遗传的。这一由拉马克所提出的理论后来被证明是错误的，因为通常个体的经历并不影响它们的基因，也就不会遗传给下一代。（注：但近年来对于表观遗传现象的研究发现，由于不同的经历而引起的不同的性状在一些情况下是可以被遗传的，虽然这些发现并不能证明拉马克的理论。）

### 古典遗传学

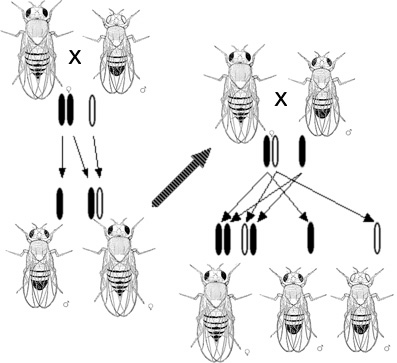
摩尔根对果蝇的白眼突变的性相关遗传的观察结果示意图。摩尔根根据这一结果提出了基因是位于染色体上的假说。

现代遗传学的奠基者是格里哥·孟德尔，一个奥地利修道士和科学家。他致力于研究植物的遗传现象。1865年，他的论文《Versuche über Pflanzenhybriden》（《植物杂交实验》）发表在布尔诺的自然研究学会（Naturforschender Verein）上。在论文中，他展示了豌豆在杂交实验中所表现的遗传规律并以数学关系加以描述。 虽然这种遗传规律只能在表现类型数量很少的情况下才能被观察到，但是孟德尔的工作显示遗传是颗粒性的（颗粒遗传，与混合遗传相对，所谓的颗粒相当于现在为人们所知的基因），而不是混合性或获得性的，并且许多性状的遗传规律可以通过简单的规则和比率来解释。
孟德尔工作的重要性并没有得到广泛的理解，直到他逝世之后的1890年代，当雨果·德弗里斯遇到相同的情况时才重新发掘出他的研究结果。作为孟德尔理论的支持者，威廉·贝特森（William Bateson）提出了genetics（“遗传学”）这一名词。 1906年，伦敦召开的第三次国际植物杂交大会上，在贝特森的提议下，genetics这一单词得以广泛使用于描述关于遗传的研究。
在重新评价孟德尔的工作后，科学家们试图确定细胞中的哪一种分子是遗传物质。1910年，基于对果蝇的性连锁白眼突变的观察结果，托马斯·亨特·摩尔根提出基因位于染色体上。 1913年，他的学生阿尔弗雷德·斯特蒂文特利用遗传连锁的现象显示了基因是在染色体上呈线性排列的。

### 分子遗传学
虽然摩尔根等人的工作使得人们认识到基因是位于染色体上，但染色体是由蛋白质和DNA共同组成的，研究者们依然不知道哪一种物质才是遗传物质。1928年，弗雷德里克·格里菲斯发现了转化现象（参见格里菲斯實驗）：死亡的细菌可以将遗传物质“转化”到其他依然活着的细菌内。16年后的1944年，奥斯瓦尔德·埃弗里、科林·马克聊德（Colin McLeod）和马克林·马克卡提（Maclyn McCarty）鉴定出进行转化的物质是DNA。 1952年，赫希-蔡斯實驗再次显示是DNA（而不是蛋白质）才是感染细菌的病毒的遗传物质，从而进一步证明了DNA是遗传信息的携带者。
1953年，利用羅莎琳·富蘭克林对DNA进行的X射线晶体学的研究成果，詹姆斯·杜威·沃森和弗朗西斯·克里克成功解析了DNA的双螺旋结构。 他们所提出的双螺旋模型包含有两条DNA链，链之间通过核苷酸上的碱基配对，从而形成一个類似于旋转梯子状的结构。 DNA结构显示了遗传信息存在于每条DNA链的核苷酸序列中。这一结构也提示了一种简单的DNA复制方法：两条配对的DNA链分开后，新的配对链可以根据旧链上的序列来搭建。
虽然DNA结构显示了遗传的进行方式，但人们依然不知道DNA是如何影响细胞行为的。随后的多年时间中，科学家们试图了解DNA是如何控制蛋白质的制造过程。科学家发现细胞利用DNA作为模板来生成配对的信使RNA（RNA是一种类似于DNA的分子）。信使RNA上的核苷酸信息就被用于生产蛋白质上的氨基酸序列；这种由核苷酸序列到氨基酸序列的翻译是根据遗传密码的规则进行的。
随着遗传的分子机制的揭示，大量的研究成果不断涌现。其中，一个重要的发展是弗雷德里克·桑格于1977年提出的链终止DNA测序法，这一方法使得科学家们可以阅读DNA分子上的核苷酸序列。 1983年，凯利·穆利斯发展出了聚合酶链锁反应技术，从而为从混合物中分离和扩增特定的DNA提供了一个快捷而灵敏的方法。 经过人类基因组计划和同时的竞争者塞雷拉基因組（一个私人赞助的基因组计划）的努力，人类基因组的测序在2003年得以基本完成。

## 遗传的特点

### 不连续遗传和孟德尔定律

一个旁氏表（Punnett square），显示了带有两种花色基因(紫花B和白花b)的豌豆杂交后的结果。

在最基本的水平上，生物体中的遗传表现为离散性状，即基因型。 这种特点是由孟德尔首次观察到，他研究了豌豆中遗传性状的分离现象。 在研究花色的实验中，孟德尔观察到豌豆花的颜色只有两种：紫色和白色，却没有任何一朵显示出两种颜色的中间色。这些来自于同一基因却不同且离散的版本被称为等位基因。
在豌豆的例子中，每一颗豌豆都含有一个基因中的两个等位基因，并且子代可以从父母分别继承其中的一个等位基因。 许多生物，包括人类，都有这样的遗传规律。具有相同的两个等位基因的生物体被称为纯合体，而具有不同等位基因的生物体则被称为杂合体。
一个给定的生物体的等位基因的组合形式就是该生物体的基因型，而对于这种组合所表现出来的性状就是该生物体的表现型。当生物体是杂合体时，常常有一个等位基因是显性基因，显性基因决定了生物体的表现型，而另一个基因就被称为隐性基因，其性状在显性基因存在时不会被表现出来。有一些等位基因没有完全的显性，即“非完全显性”，其表现为一种中间状态的表现型，或者两个等位基因无显隐性之分可以同时表现出对应性状。
当一对生物体繁殖后代时，它们的下一代随机地继承父母的两个等位基因中的一个。这些对于离散遗传和等位基因分离的观察结果被总结为孟德尔第一定律（分离定律）。

### 注释和图解

遗传系谱图，可以帮助追踪性状的遗传规律。

### 多基因的相互作用

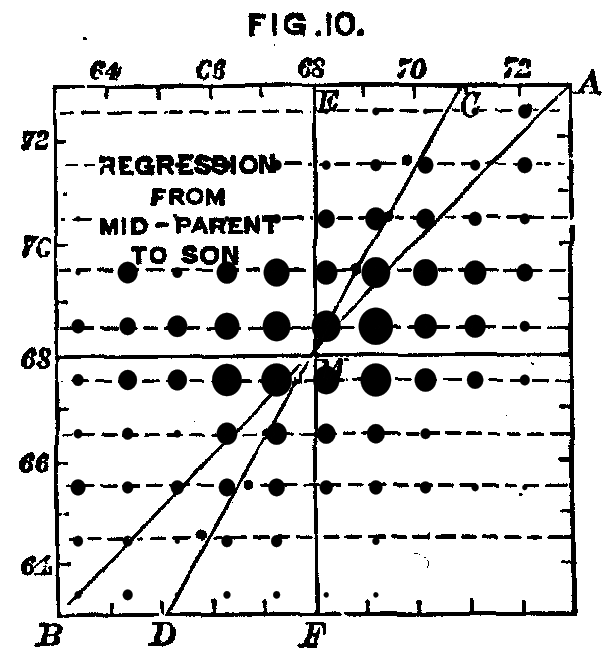
人类的高度是一个复杂的遗传性状。来自法蘭西斯·高爾頓的1889年的数据显示后代高度之间的关系是一个父母平均高度的方程。而从中计算的后代高度与真实值之间依然存在偏差，表明环境对这一性状也有重要影响。

### DNA和染色体

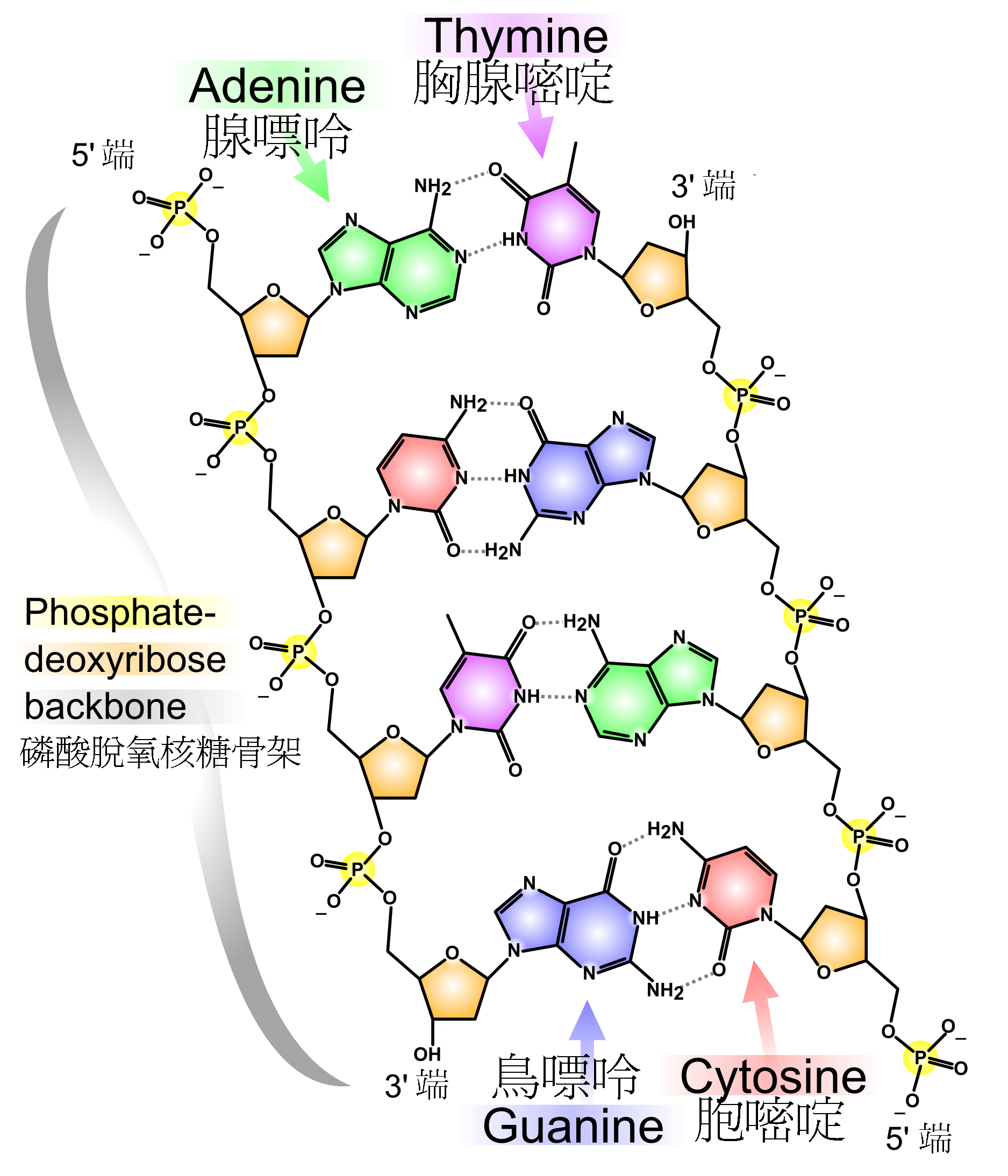
DNA分子结构，双链之间通过氢键排列形成碱基配对。

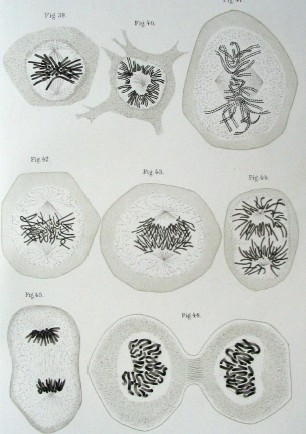
華爾瑟·弗萊明1882年的著作《細胞基質、細胞核以及細胞分裂》中描述真核细胞分裂的插图。染色体被复制、聚集和组织。随后，当细胞分裂开始时，复制后的染色体分别被分离进入两个子细胞中。

### 重组与连接

染色体之间的互换和双互换。

### 遗传密码

遗传密码：DNA通过信使RNA作为中间载体编码蛋白质。

### 先天与后天

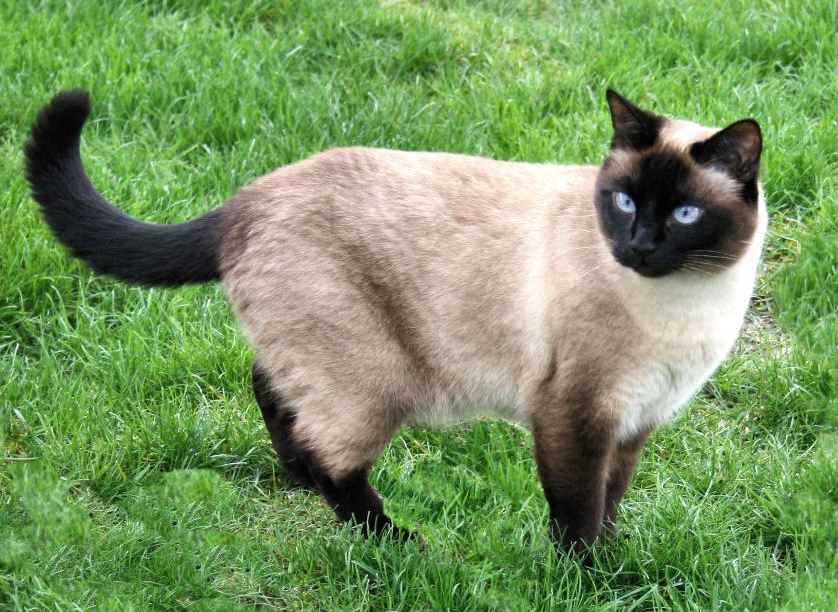
暹罗猫具有温度敏感型突变，从而引起毛色的不同。

### 基因调控

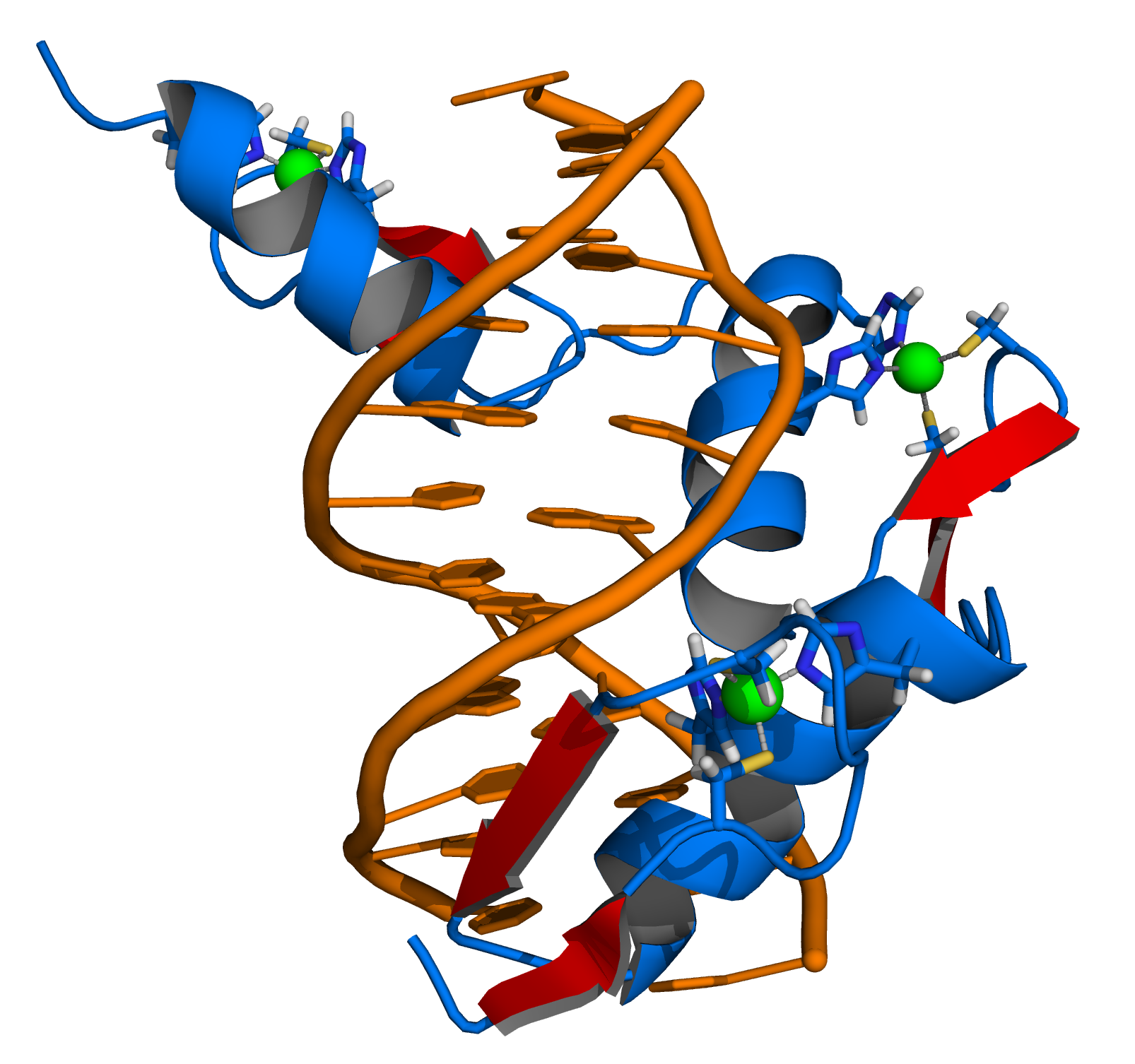
转录因子与DNA结合，影响了所结合基因的转录。

### 突变

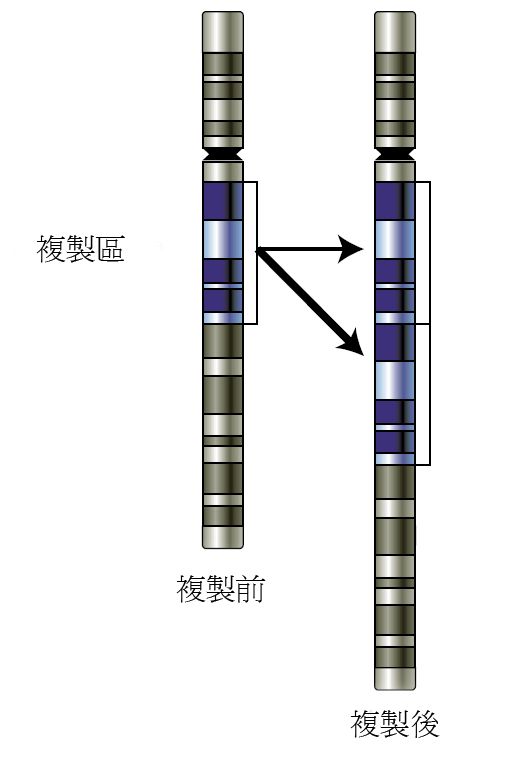
通过提供冗余，基因复制允许发生变异：即使一个基因在复制过程中发生突变而失去原先的功能也不会对生物体造成伤害。

### 模式生物与遗传学

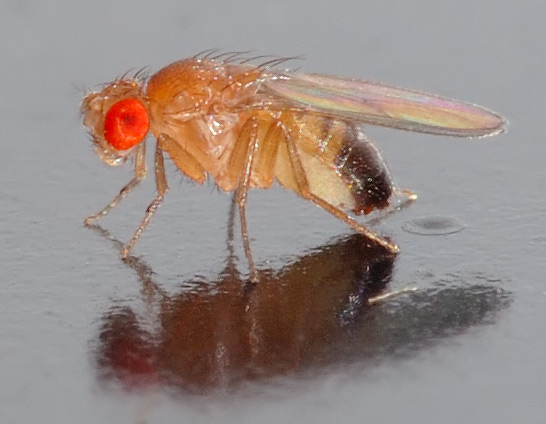
黑腹果蝇（Drosophila melanogaster）是一种流行于遗传学研究中的模式生物。

### 相关研究技术

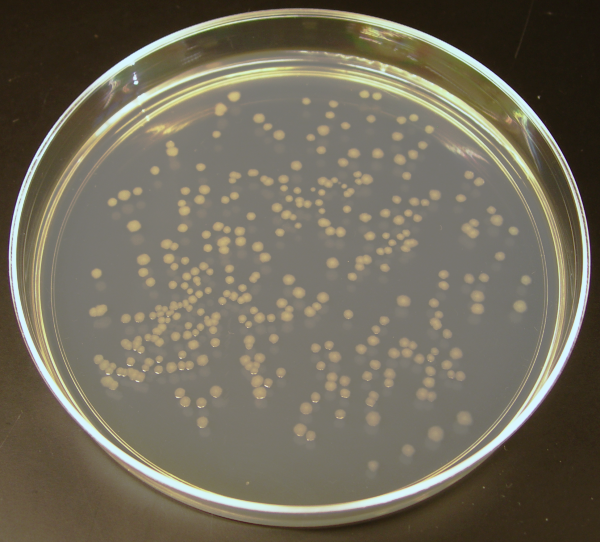
琼脂平板上的大肠杆菌菌落，细胞克隆的一个例子，常用于分子克隆。